# ماري ماكجي
ماري ماكجي (بالإنجليزية: Trina McGee-Davis)‏ هي عارضة وممثلة أمريكية، ولدت في 6 سبتمبر 1969 في ذا برونكس في الولايات المتحدة.

## أعمال

### مسلسلات
- بوي ميتس ورلد

## وصلات خارجية
- ماري ماكجي على موقع IMDb (الإنجليزية)
- ماري ماكجي على موقع قاعدة بيانات الفيلم (الإنجليزية)